# 上海市法学会
上海市法学会是中華人民共和國上海市的一個與法律有關的團體，会刊是《上海法学研究》，此外還有不定期刊物《法讯》、《上海法学》等。该学会設有法理法史、国际法、宪法、行政法、刑法、民法、商法、科技法知识产权法、金融法、港澳台法律、诉讼法、法律文书、社会治安综合治理、未成年人法、信息法律、环境与资源法、农村法制等17个研究会、辦公室、研究部、咨询部和编辑部、学术委员会，此外還負責管理上海市涉外经济法律咨询中心和上海市第七律师事务所。

## 历史
上海市法學會於1956年12月成立。1962年1月，更名为上海市政治法律学会，1979年5月，又改名为上海市法学学会，1984年10月，学会恢复原名为上海市法学会。1991年5月11日由上海市民政局核准登记为社团法人。

## 外部連結
- 官方网站